# 1年
| 千纪： | 1千纪                                                                               |
| 世纪： | 前1世纪 \| 1世纪 \| 2世纪                                                           |
| 年代： | 前20年代 \| 前10年代 \| 前0年代 \| 0年代 \| 10年代 \| 20年代 \| 30年代              |
| 年份： | 前5年 \| 前4年 \| 前3年 \| 前2年 \| 前1年 \| 1年 \| 2年 \| 3年 \| 4年 \| 5年 \| 6年 |
| 纪年： | 西汉元始元年                                                                        |

## 大事记

### 按照地区分类

#### 中国
- 王莽加爵“安汉公”。
- 汉平帝追谥孔子为褒成宣尼公，封孔子后裔为褒成侯，从此孔子正式登上中国传统社会的神坛。

#### 罗马帝国
- 提贝里乌斯按照屋大维的命令，镇压日耳曼尼亚的叛乱。（1年－5年）
- 蓋烏斯·凱撒和卢基乌斯·埃米利乌斯·保卢斯任命执政官。
- 盖乌斯·凯撒与莉薇拉（小安东尼娅和尼禄的女儿）结婚，来努力建立威信。
- 奎利纽斯为盖乌斯担任亚美尼亚王国首席顾问。

#### 亚洲其他地区
- 萨帕德比泽，大月氏王子和贵霜帝国（巴克特里亚）国王去世，赫拉欧斯继任王位。

#### 非洲
- 阿克苏姆王国，以如今的埃塞俄比亚和厄立特里亚为中心建立。（大概日期）

#### 美洲
- 莫绍（英语：Moxo people）不再是南美洲重要的宗教地区。（大概日期）
- 特奥蒂瓦坎文化在中美出现。（大概日期）
- 玛雅人开始献祭并使人伤残。
- 奥尔梅克文明第二阶段开始;圣洛伦索和拉文塔人口开始增长。

### 按照主题分类

#### 艺术和科学
- 奥维德开始撰写《变形记》。
- 蒂托·李维继续编写《罗马史》。

#### 宗教
- 傳統上以此年为耶稣诞辰之年，並为公元纪年之元年。事实上，耶稣的出生年、月、日皆难以考究。

#### 人文地理
- 世界人口達2億人。[1]

## 各国领袖

### 非洲
| 國家           | 稱號           | 元首       | 在位時間     | 備注 |
| -------------- | -------------- | ---------- | ------------ | ---- |
| 庫施           | 庫施國王       | Amanirenas |              |      |
| 茅利塔尼亞王國 | 茅利塔尼亞國王 | 尤巴二世   | 前25年－23年 |      |

### 亞洲
| 國家             | 稱號                 | 元首           | 在位時間     | 備注 |
| ---------------- | -------------------- | -------------- | ------------ | ---- |
| 匈奴             | 匈奴单于             | 乌珠留若鞮单于 | 前8年－13年  |      |
| 中國             | 大漢皇帝（中國皇帝） | 漢平帝         | 前1年－5年   |      |
| 高句麗           | 高句麗君主           | 琉璃王         | 前19年－18年 |      |
| 百濟             | 百濟君主             | 溫祚王         | 前18年－28年 |      |
| 東扶餘           | 東扶餘君主           | 帶素           | 前7年－22年  |      |
| 新羅             | 新羅君主             | 朴赫居世居西干 | 前57年－4年  |      |
| 日本（傳說時期） | 日本天皇             | 垂仁天皇       | 前29年－70年 |      |
| 贵霜帝国         | 贵霜国王             | 赫拉欧斯       | 1年－30年    |      |

### 歐洲
| 國家       | 稱號           | 元首        | 在位時間     | 備注 |
| ---------- | -------------- | ----------- | ------------ | ---- |
| 雅典       | 雅典执政官     |             |              |      |
|            | 雅典执政官     |             |              |      |
| 阿特雷巴特 | 阿特雷巴特國王 | Tincomarus  | 前20年－7年  |      |
| 卡圖維勒尼 | 卡圖維勒尼國王 | Tasciovanus | 前20年－9年  |      |
| 东伊比利亚 | 东伊比利亚國王 | 阿德列基    | 前2年－30年  |      |
| 马科曼尼   | 馬科曼尼國王   | 馬波德      | 前9年－19年  |      |
| 羅馬帝國   | 羅馬皇帝       | 奧古斯都    | 前27年－14年 |      |

### 中東
| 國家             | 稱號           | 元首               | 在位時間     | 備注                       |
| ---------------- | -------------- | ------------------ | ------------ | -------------------------- |
| 亞美尼亞         | 亞美尼亞国王   | 提格蘭四世和埃拉托 | 前2年－2年   |                            |
| 卡帕多細亞       | 卡帕多細亞国王 | 阿尔刻拉奥斯       | 前36年－17年 |                            |
| 科马基尼         | 科马基尼国王   | 安条克三世         | 前12年－17年 |                            |
| 纳巴泰王國       | 納巴泰國王     | 阿勒塔斯四世       | 前9年－40年  |                            |
| 奧斯羅伊那       | 奧斯羅伊那國王 | 阿布加爾五世       | 前4年－7年   |                            |
| 安息             | 安息国王       | 弗拉特斯五世       | 前2年－4年   |                            |
|                  | 安息女王       | 穆萨               | 前2年－4年   | 弗拉特斯五世之母，共同執政 |
| 本都             | 本都女王       | 皮托多里斯         | 前8年－23年  |                            |
| 罗马帝国犹太行省 | 行政官         | 希律·阿基拉        | 前4年－6年   |                            |

## 出生
- 加利奥，罗马资深执政官。（死于公元65年）
- Publius Quinctilius Varus the Younger（英语：Publius Quinctilius Varus the Younger），普布利乌斯·昆克蒂利乌斯·瓦卢斯和克劳迪娅·比尔婕拉（英语：Claudia Pulchra）的儿子。（死于公元27年）
- 马库斯·安东尼·帕拉斯（英语：Pallas (freedman)），希腊自由民、政治顾问。（死于公元63年）
- 布鲁斯，罗马禁卫军长官。（死于公元62年）
- 彼得，天主教會第一位教宗。（死于公元67年）
- 郭躬，东汉廷尉。（死于公元94年）

## 逝世
- 伊比利亚的阿尔沙克二世（英语：Arshak II of Iberia），高加索伊比利亚法纳瓦兹德王朝（英语：Pharnavazid dynasty）的国王。
- 萨帕德比泽，贵霜帝国国王。

## 圖片
- 西元1年的世界地圖。
- 西元1年的東半球地圖。
- 西元1年歐洲的日耳曼部落：  西元前750年之前的定居點   西元前750年後至西元1年的新定居點   直到西元100年的新定居點   西元100年後的新定居點